# MAKS
MAKS (en ruso: МАКС, Международный Авиационно-Космический Салон, transliterado como Mezhdunarodnyj aviatsionno-kosmicheskij salon, "Salón Internacional de la Aviación y el Espacio") es el nombre de una Exhibición Internacional Aérea realizada cerca de Moscú, Rusia, en el campo Aéreo Zhukovski LII. El primer show se realizó en 1992 con el nombre de Mosaeroshow-92; en 1993 fue renombrado como MAKS, realizándose desde entonces en los años impares.
MAKS es un evento importante del mundo empresarial ruso, aunque comenzó como un espectáculo. Actualmente es un mercado donde los fabricantes rusos pueden obtener contratos de venta de aviones para empresas extranjeras. La muestra se convirtió en un importante evento a través de la Comunidad de Estados Independientes (CEI) y los países vecinos, debido a las similitudes del mercado. El MAKS más reciente tuvo lugar en los días 20 a 25 de julio de 2021.

## Historia
MAKS es un evento importante del mundo empresarial ruso, para poder ofrecer sus productos al mercado de armas para exportación, aunque comenzó solo como un show aéreo en Rusia, del equipo de acrobacias aéreas Caballeros Rusos (Rúskiye Vítiazi), volando en los caza pesados de largo alcance Su-27. Actualmente es un mercado donde los fabricantes rusos pueden obtener importantes contratos de venta de aviones de combate, helicópteros, armas, sistemas de lanzamiento de misiles, sistemas de defensa, radares, aviones de carga y transporte de pasajeros para empresas extranjeras.
En la presentación de la feria aérea MAKS del año 2005, se hicieron negocios por $ 3 mil millones de dólares, en la segunda feria en el año 2007, se hicieron contratos militares por $ 5 mil millones de dólares y en la tercera feria de 2009, se realizaron contratos de ventas de armas y venta de aviones comerciales, para el transporte de pasajeros, por $ 10 mil millones de dólares, los más importantes fueron a China, India y Venezuela.
La muestra se convirtió en un importante evento comercial a través de la CEI y los países vecinos, debido a las similitudes del mercado. El MAKS más reciente tuvo lugar desde los días 18 al 23 de agosto de 2009. En esta feria internacional de aviación, 120 empresas demostraron sus productos militares, varios expositores de Rusia presentaron 1.449 piezas, entre ellas 740 muestras naturales a gran escala en la pista a manera de museo. Los principales objetivos son la demostración de la nueva tecnología de la aviación de Rusia y la industria espacial, y la continuación, de la integración de las organizaciones rusas en la industria mundial de aviación. Para la primera organización de la feria MAKS, se convirtió en no sólo el recinto ferial o el suelo de negocios, fue la sesión oficial para la visita de representantes del Gobierno de la Federación de Rusia, que se llevó a cabo dentro de sus instalaciones. La sesión moderada por el entonces primer ministro (y actual presidente) Vladímir Putin examinó las cuestiones relativas al apoyo de la industria aeronáutica nacional.

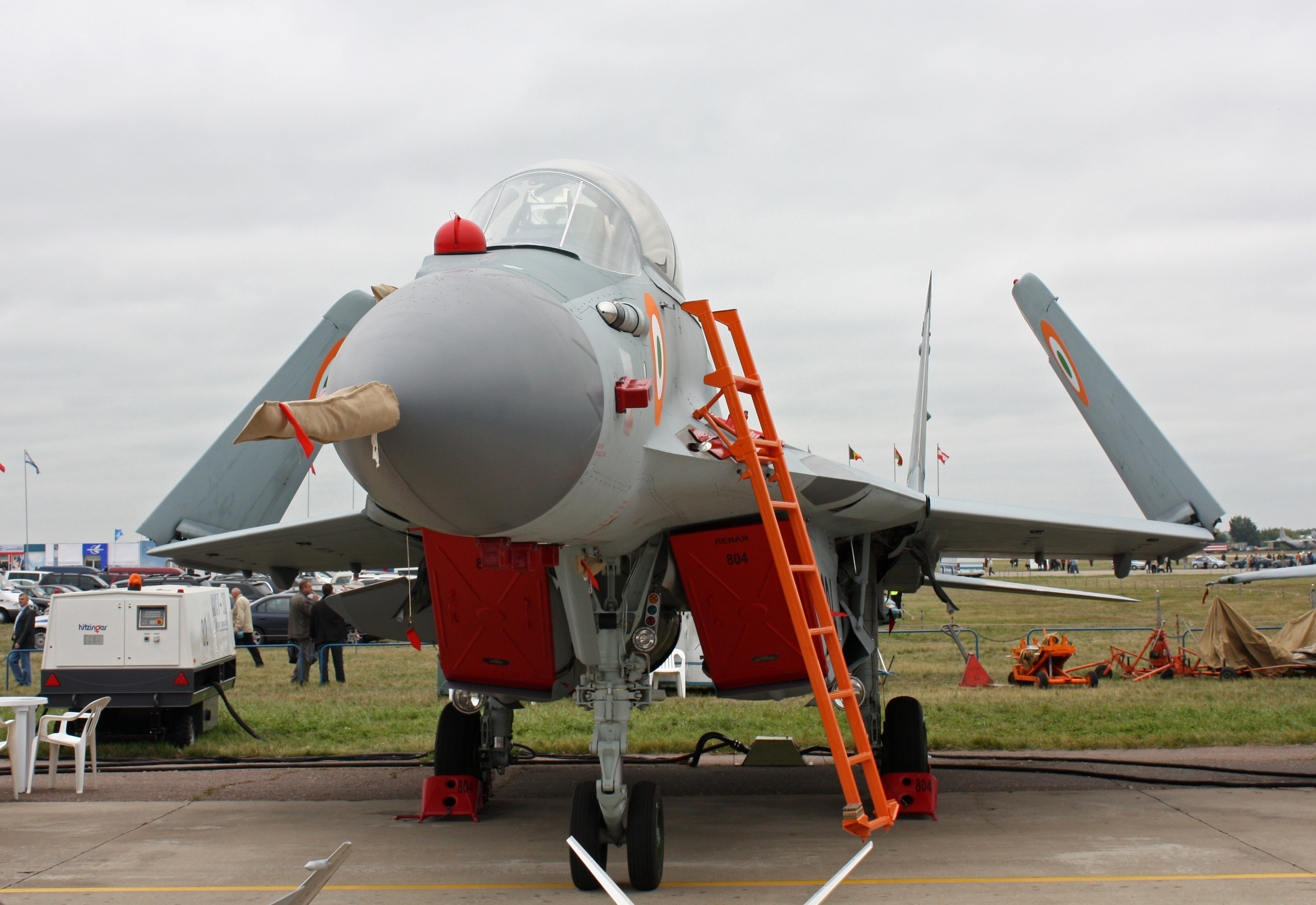
MiG-29K de la Armada India en el MAKS Airshow.

Durante su trabajo del 18 al 23 de agosto, MAKS 2009 recibió a más de 550.000 visitantes, entre ellos 65.000 visitas de empresarios para hacer negocios de 80 países diferentes, los más importantes de China, India y algunas naciones de Europa. Durante MAKS 2009 un número de contratos y nuevos acuerdos fueron firmados, por un valor de aproximadamente $ 10 mil millones de dólares. Esta suma es mucho mayor que el volumen de las transacciones financieras realizadas durante la feria MAKS de 2005 ($ 3 mil millones) y la feria MAKS de 2007 ($ 5 millones). En particular, en el ámbito de la aviación de combate, un gran contrato fue firmado por la compra de hasta el año 2011, de 48 nuevos cazas pesados de largo alcance Su-35S, 12 cazas Su-27SМ y cuatro cazas Su-30 МK2 para modernizar el equipo ruso de la Fuerza Aérea, así como el armamento para equipar a estos aviones de combate (costo estimado en $ 1,6 billones de dólares).
En el ámbito de la aviación civil, el acuerdo más importante fue firmado entre una empresa de leasing IFK y la empresa Airlines Atlant-Souyz, para la entrega de 45 aviones de pasajeros, incluyendo 15 nuevos Tu-204SM y 30 An-148 (costo estimado de $ 1,2 billones de dólares). También IFK ha firmado contratos en firme, los acuerdos precontractuales y las opciones de entrega, de 6 aviones de pasajeros para Vladivostok Avia Airlines, 5 aviones para Saratov Airlines, 2 aviones para Aviastar-Tu y la empresa Clean Air, así como otros acuerdos en la entrega de 90 naves de pasajeros en total. Sukhoi Civil Aircraft firmaron el contrato en firme, para la entrega de los nuevos aviones comerciales SSJ 2-100 para las líneas aéreas Jakutiya, Aeroflot y el VEB Leasing, la empresa accedió a financiar la prestación de los SSJ 10-100 en alquiler. Por último, Rostehnologii Estado Corp., actuando en interés de Rosavia, solicita la entrega de 65 aviones de pasajeros (50 en el contrato en firme y 15 en forma opcional).
Helicópteros Rusos JSC, firmaron un acuerdo sobre la entrega de 20 nuevos helicópteros Mi-171 para carga aérea de Aviación. India firmó acuerdos de compra de 26 kits de repuestos de motores RD-33 para equipar a los MiG-29 y los acuerdos de cooperación, según el cual UfA motor en una Asociación Industrial, entregará los componentes de los motores Pratt & Whitney. Además, fueron 70 los acuerdos sobre la reanudación del trabajo en un programa conjunto para construir nuevas armas con países amigos. Nuevos acuerdos para el desarrollo de normas técnicas para modernizar el avión de carga An-124-100 Ruslan y en el desarrollo, del nuevo bombardero supersónico estratégico de diseño furtivo Tupolev JSC en interés de la Fuerza Aérea de Rusia. La sección más importante de la Organización de Aviación y del Espacio, en el nuevo Salón MAKS 2009, se convirtió en el programa de negocios más grande (www.aviasalon.com), que consistía de más de 70 eventos. En el trabajo del programa de negocios participaron más de 3.000 de los principales especialistas rusos y extranjeros, de la aviación y del espacio. Varios eventos de negocios se llevaron a cabo a un nivel muy alto, lo que hace de este programa, uno de los más informativos entre los eventos que se celebran durante los salones de la aviación. Uno de los eventos de negocios más importante fue el II Congreso Europeo para el Transporte de Aviación, trajo a cuestiones de discusión nuevas temas importantes, como la situación actual del mercado mundial de la aviación de transporte, en condiciones de crisis y perspectivas de su desarrollo, ofertas del mercado de vehículos de transporte de la aviación, la infraestructura de las disposiciones de desarrollo de este nuevo segmento de mercado, el formato político de los problemas de desarrollo del transporte, la aviación y una cuestión muy importante en materia de inversiones, se presentaron 160 delegados provenientes de las antiguas repúblicas soviéticas de Rusia, Ucrania, Uzbekistán y Moldavia, además de Alemania, Dinamarca, Francia, India, Italia, los Países Bajos, y la República Checa, junto a representantes de la Unión Europea (con sede en la capital belga) de Bruselas y la Agencia Europea de Seguridad Aérea (AESA), participaron también en este Congreso.
En total, 189 vehículos voladores participaron en MAKS 2009 (150 rusos y 39 aeronaves extranjeras). Fueron 241 el número total de vuelos de demostraciones, fueron 84 las aeronaves que participaron en el programa de vuelos de exhibición. En la exposición estática de aeronaves en la pista del aeropuerto, participaron las siguientes empresas: se demostró UAC, la empresa Sukhoi, aviones rusos MiG Corp., la UIC Oboronprom, Helicópteros Rusos JSC, JSC Tupolev, Il JSC.
Entre los vehículos extranjeros que vuelan en la exposición estática sobre la pista, se podía ver las aeronaves de la compañía Antonov, Hawker Beechkraft (EE. UU.), Diamond Aircraft Industries (Austria), República Checa, Francia, Italia, Polonia y Ucrania. La Fuerza Aérea de Rusia tradicionalmente ha participado en la exposición MAKS, con la exposición estática en la pista y la demostración, de 18 aviones y helicópteros, de diferentes categorías, modificaciones y mejoras up-grade. La aviación de negocios y aviación general, estuvieron representados en la pista por 50 aviones y helicópteros.
El legendario avión de pasajeros supersónico Tu-144 y el gigantesco avión de carga An-124, abrió la exposición de la demostración estática en la pista. También en la demostración de aviación Retro estática de la Gran Guerra Patriótica, también se presentaron las naves de período I-15 y DIT. En el programa de vuelo del Salón participaron los siguientes aviones modernos y helicópteros: el nuevo avión regional ruso de pasajeros Sukhoi Superjet 100, Yak-130, MiG-35, OVT MiG-29 M, MiG-29K, MiG-29 SMT, Su-30 MKI, Su-35, Su-29 KS, Tu-214SR, Tu-214-300А, Tu-334, Il-96-400Т, Il-114-100, An-148-100, Ка-52, Mi-28N, Mi-34S y muchos otros, con nuevas adaptaciones de tecnología y mejores Up-grade, con varias opciones disponibles para exportación a otros países.
Los siguientes equipos acrobáticos y aviones, manifestantes siempre del éxito del MAKS 2009 en el programa de vuelo: Frecce Tricolori y los aviones S-27 (Fuerza Aérea Italiana); Patrouille de France y el nuevo avión caza Rafale de la (Fuerza Aérea Francesa); Caballeros de Rusia, Vencejos, Rusia Halcones (Fuerza Aérea de Rusia). En el marco de los concursos de MAKS en demostraciones para el Gran Premio de MAKS 2009, se llevó a cabo para la élite de paracaidistas de Rusia. El Salón 9 de la feria de Aviación y del Espacio MAKS 2009, atrajo gran atención de los medios de comunicación de los representantes, medios de comunicación especializados y de negocios, de Rusia y del extranjero, se convirtieron en socios de información de MAKS 2009, entre ellos, los medios de comunicación de periódicos, radio, canales de televisión, sitios de Internet, agencias de información, colaboración informativa y comercial, se representa como soporte de información a gran escala de la preparación y período de vigencia del MAKS 2009 (www.aviasalon.com).
En el trabajo de MAKS 2009, participaron 595 medios de comunicación rusos y 315 extranjeros, fueron acreditados 3.000 periodistas, fotógrafos, representantes de radio, prensa televisión, electrónica y otros medios de comunicación. En el MAKS 2009 en el nuevo "Centro de prensa" se han creado nuevas condiciones confortables para la máxima comodidad de los representantes de los medios de comunicación, era totalmente acondicionado, equipados técnicamente, tienen acceso gratuito a Internet Wi-Fi.
Los participantes de MAKS 2009 y los representantes de los medios de comunicación, fueron capaces de utilizar cinco salas de conferencias para 50 y 150 personas, que estaban equipados con todo el audio y el equipo necesarios de vídeo. Durante MAKS 2009, 46 eventos se llevaron a cabo en las salas del centro de prensa, incluida la sesión de visita del Gobierno de la Federación de Rusia, el Foro para la aviación de negocios, Mesa redonda entre Rusia y Francia, 4 conferencias, 3 seminarios, 6 presentaciones, 21 conferencias de prensa. Para un trabajo más cómodo de fotógrafos y periodistas de la televisión, un medio de comunicación especial para plataforma, fue construida para la foto y grabación de vídeo. Muy buen estado internacional de MAKS 2009 fue confirmado por el gran interés mostrado por el público y los países participantes, que se presentará nuevamente en agosto de 2011.
El nuevo show aéreo de la Feria Aérea Internacional de la Aviación y el Espacio MAKS International & Space Aviation 2011, fue presentado desde el día 25 hasta el 30 de agosto de 2015, en el campo aéreo de la ciudad de Zhukovski, cerca de la ciudad de Moscú.
La edición 2023 del evento fue suspendida como consecuencia de la Invasión rusa de Ucrania.